# Massimiliano Perziano
 Massimiliano Perziano, né le 1er janvier 1973 à Trévise, en Italie, est un joueur de rugby à XV italien.

## Biographie
Massimiliano Perziano évolue au poste d'ailier, il mesure 1,82 m pour 82 kg. 
Il débute au Benetton Rugby Trévise.

Il a honoré sa première cape internationale le 25 novembre 2000 à Gênes avec l'équipe d'Italie pour une partie perdue 56-19 contre l'équipe de Nouvelle-Zélande.
Il est le joueur du Benetton Rugby Trévise qui a disputé le plus de matches en coupe d'Europe: 40 rencontres, 36 avec le Benetton, 34 en Coupe d'Europe de rugby à XV.
Il a gagné 8 titres de Champion d'Italie, qui est le record italien d'après-guerre.
Pour la saison 2008-2009, il évolue sous les couleurs du Rugby Venezia Mestre.

## Équipe nationale
(à jour au 31.07.2006)
- 10 sélections.
- 15 points en équipe d'Italie
- 3 essais.
- Sélections par année : 1 en 2000, 9 en 2001.
- Tournoi des Six Nations disputé: 2001.
- Coupe  du monde de rugby disputée : aucune.

## Palmarès en club
- Champion d'Italie : 1997, 1998, 1999, 2001, 2003, 2004, 2006, 2007
- Vainqueur de la Coupe d'Italie : 1998, 2005

## Clubs successifs
- Benetton Trévise 1995-2004
- Amatori Catane 2004-2005
- Benetton Trévise 2005-2007
- Venise Mestre Rugby 2007-2011
- Mogliano Rugby SSD 2011-2012